# Enicospilus rubens
Enicospilus rubens là một loài tò vò trong họ Ichneumonidae.